# Les Avenières
Les Avenières è un comune francese soppresso e frazione del dipartimento dell'Isère della regione dell'Alvernia-Rodano-Alpi. Dal 1º gennaio 2016 si è fuso con il comune di Veyrins-Thuellin per formare il nuovo comune di Les Avenières-Veyrins-Thuellin.

## Società

### Evoluzione demografica
Abitanti censiti